# Schrägschichtung

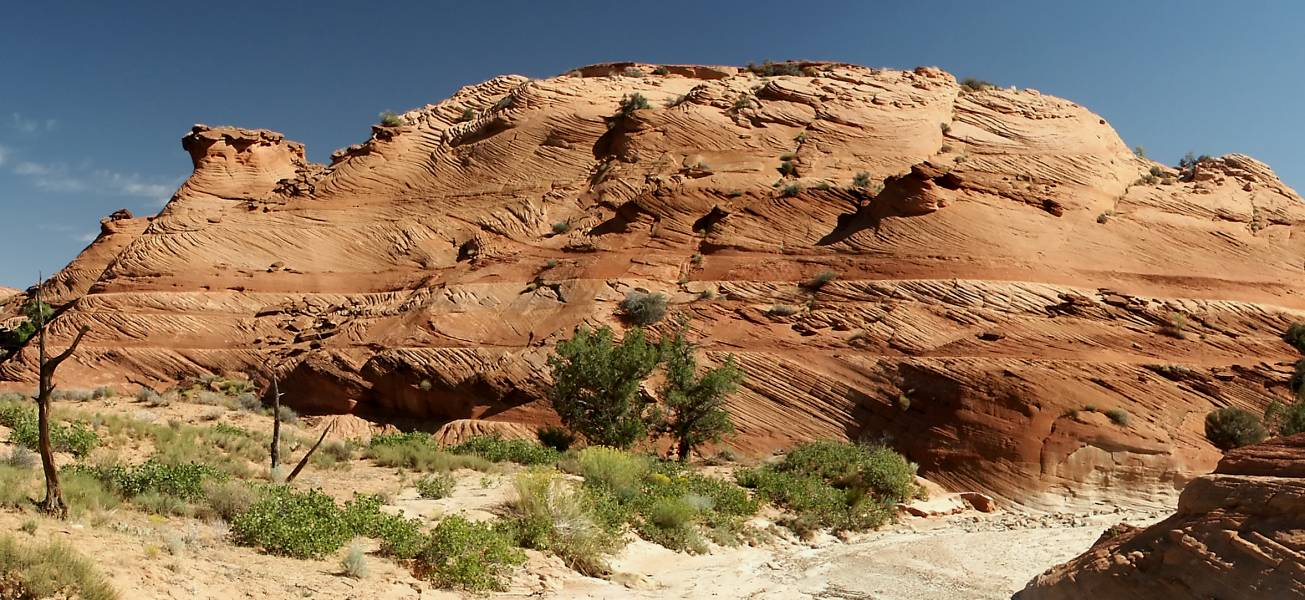
Schrägschichtung und horizontale Schichtung in einer Sandsteinkuppe in Utah. Der Schrägschichtungswinkel von etwa 30° zeigt die Ablagerung in Dünen an.

Ablagerung und Abtragung von Schrägschichtungsstrukturen im Sediment

Schrägschichtung (engl. cross-bedding) ist ein Begriff der Sedimentologie und bezeichnet die Ablagerung von körnigem Sediment (meistens Sand oder Kies) in schräg einfallenden Schichten. Diese Art der Ablagerung findet sich an der Leeseite von Dünen sowie von Strömungs- und Wellenrippeln in Gewässern.
Die Schrägschichtung in übereinanderliegenden Schichten kann durch wechselnde Strömungsverhältnisse bei der Ablagerung unterschiedlich oder gegensätzlich orientiert sein (Kreuzschichtung).

## Entstehung
Schrägschichtung kann sowohl durch strömendes Wasser als auch durch Wind verursacht werden. Ihre Entstehung kann in Wüsten, Flüssen, Seen und Meeren beobachtet werden und ist in geologisch jungen Lockergesteinen sowie verfestigten Sedimentgesteinen, z. B. Sandstein, verbreitet erhalten. Sie entsteht durch die Vorschüttung und Ablagerung von Sandkörnern im Lee von Sandbänken oder Bodenwellen. Schrägschichtung findet sich ebenfalls an der Leeseite von Kiesbänken, wo die Gerölle dachziegelartig eingeregelt werden.
Schrägschichtung entsteht auch, wenn loses Sediment die Luvseite einer Wellenrippel in einem Fluss oder im Meer sowie einer Düne, meist als Springfracht (Saltation), hinauf transportiert wird, den Rippelkamm passiert und sodann die Leeseite hinunter rutscht (grain flow) oder fällt. Die Leeseite ist dabei immer steiler als die Luvseite. Durch Erosionsvorgänge können die Kämme der Wellenrippel abgetragen werden, so dass nur die unteren Bereiche der Schrägschichtungskörper erhalten bleiben.
Schrägschichtung kommt in verschiedenen Dimensionen vor, welche die Strömungsgeschwindigkeit des jeweiligen Transportmediums widerspiegeln:
- Mikroschrägschichtung (Höhe bis 2 cm)
- kleindimensionale Schrägschichtung (2 bis 20 cm)
- mitteldimensionale Schrägschichtung (20 bis 200 cm)
- großdimensionale Schrägschichtung (2 bis 20 m und mehr).

Der Einfallswinkel der Schrägschichtung ist abhängig von der Kohäsion des transportierten Materials und beträgt aufgrund der häufigen statischen Aufladung der Sandkörner in Dünen etwa 30°, im Wasser wegen der geringeren Kohäsion aufgrund des Transportmediums etwa 15°.
Die Orientierung der Vorschüttung kann dafür benutzt werden, die Richtung der verursachenden Strömung zu ermitteln und spielt eine Rolle bei der Rekonstruktion von Oberflächengestalt und Ablagerungsvorgängen vergangener Zeitalter.

## Tafelige und trogförmige Schrägschichtung
Unterschieden als morphologische Endglieder werden:
- planare (oder tafelige) Schrägschichtung (engl. tabular cross-bedding): die Berührungsflächen der einzelnen Schrägschichtungskörper sind eben, entsteht bei geraden Kämmen
- trogförmige Schrägschichtung (engl. trough cross bedding): die Berührungsflächen der einzelnen Schrägschichtungskörper sind gekrümmt, entsteht bei wellenförmigen, gekrümmten Kämmen.

### Bildergalerie

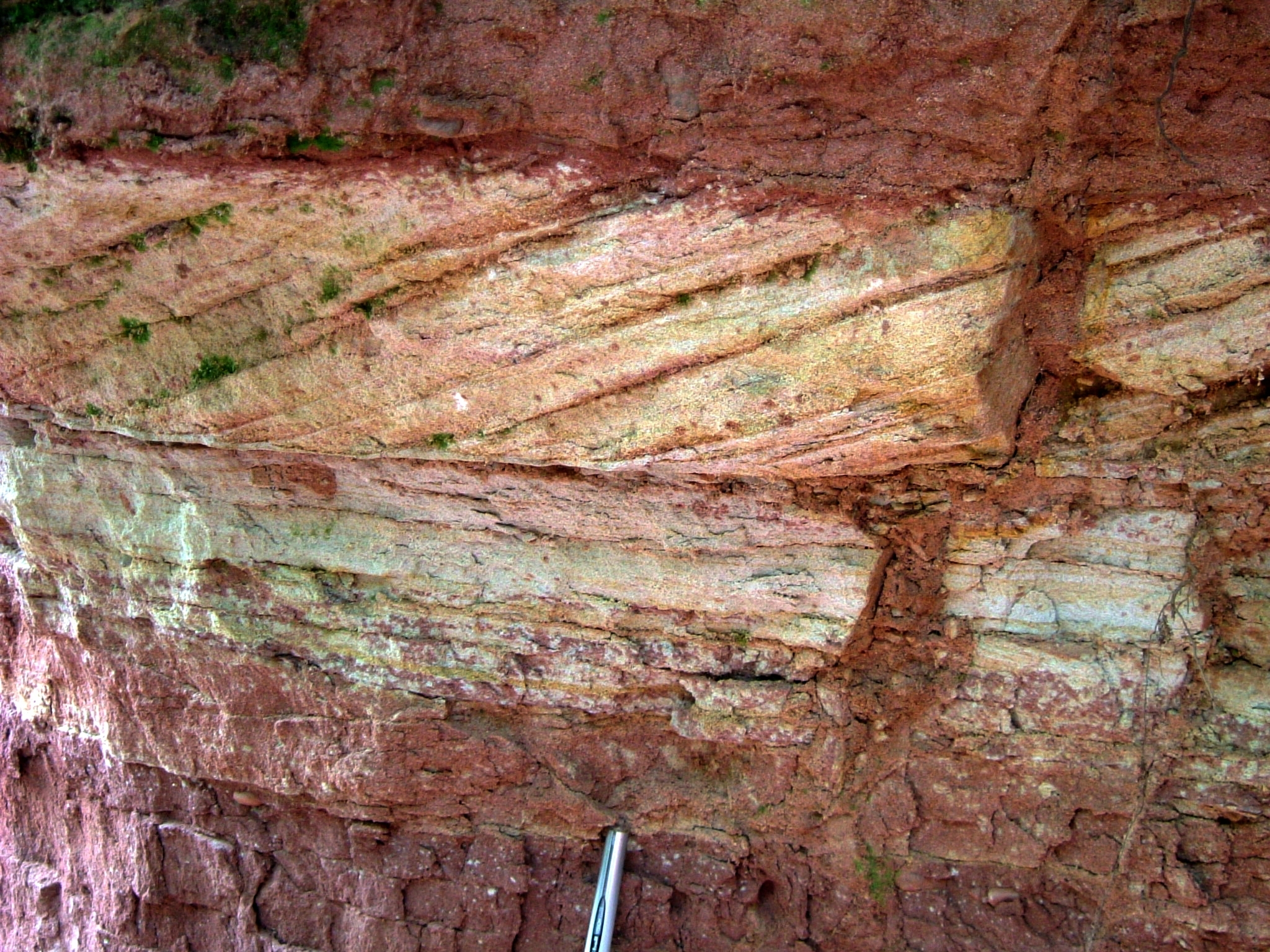
Planare Schrägschichtung im Buntsandstein am Fuß des Teufelstisches/Pfalz
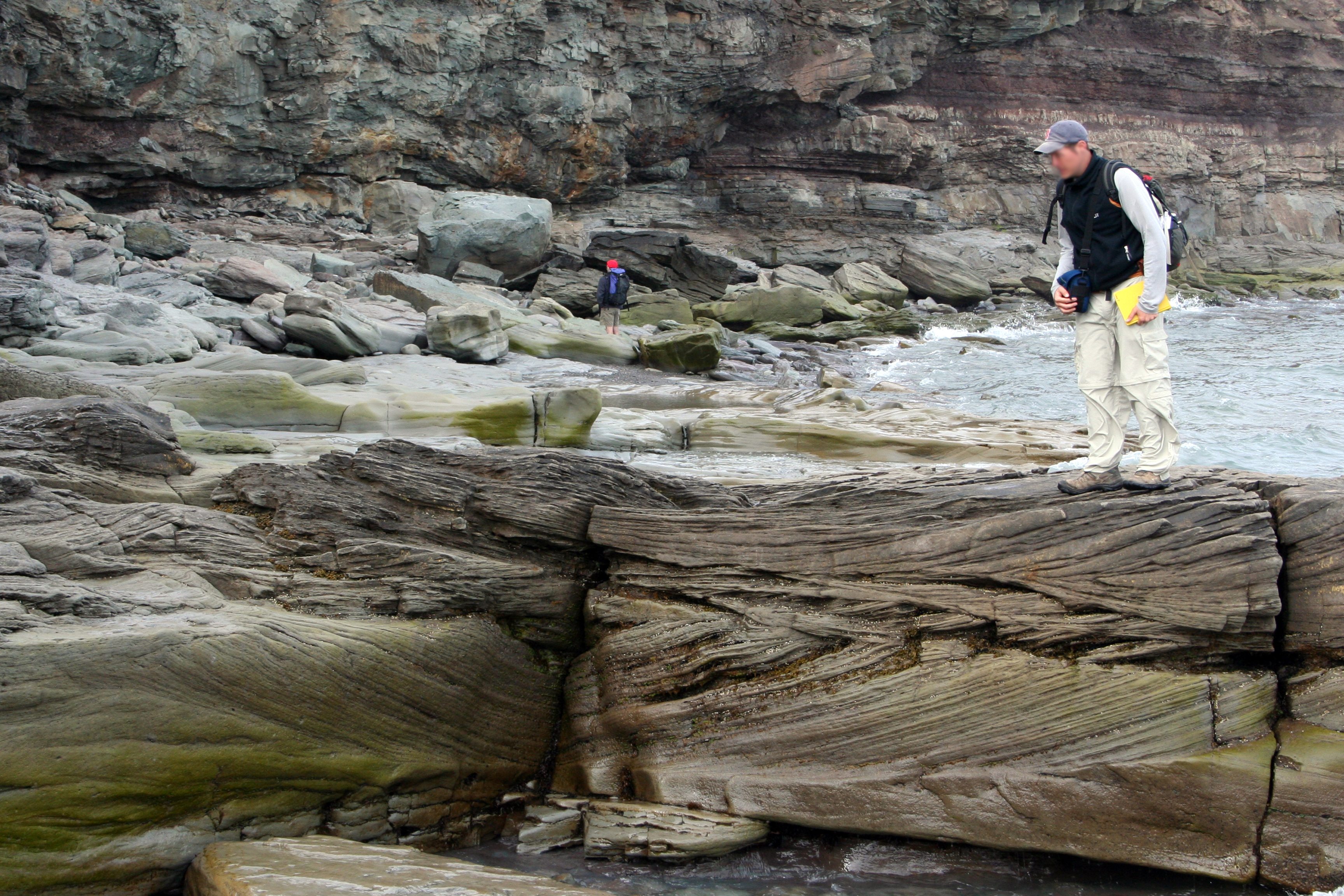
Trogförmige Schrägschichtung